# Phyllopertha suzukii
Phyllopertha suzukii är en skalbaggsart som beskrevs av K. Sawada 1943. Phyllopertha suzukii ingår i släktet Phyllopertha och familjen Rutelidae. Inga underarter finns listade i Catalogue of Life.